# 尾岸孝雄
尾岸 孝雄（おぎし たかお、1939年〈昭和14年〉11月14日 - 2018年〈平成30年〉2月14日）は、日本の政治家、実業家。元上富良野町長（3期）、元上富良野町議会議員（3期）。元十勝岳ハイヤー代表取締役、元上富良野町商工会副会長。上富良野名誉町民。

## 来歴
1939年（昭和14年）11月14日、農家の三男として生まれる。
子どもの頃は、搾乳した牛乳を集乳所まで運んだり、稲を刈って稲架掛けした後の落ち葉拾いをしたり、家業の手伝いをした。
上富良野町立東中中学校を経て北海道富良野高等学校に進学する。当時の富良野高校の同期に富良野市長を務めた能登芳昭がいる。
富良野高校在学時、肺炎を起こしてしまい、旭川厚生病院に4カ月間入院する。退院後すぐに学校へ行ったものの、出席日数が足りず、1年間留年。1959年（昭和34年）3月に卒業する。
高校卒業後、北海道学芸大学旭川分校（現・北海道教育大学旭川校）に進学するつもりだったが、受験日前日の晩に宿を抜け出して旭川の街を散策した結果、試験に遅れてしまい、その後の面接は受けたものの不合格となる。
その後、父や兄の反対を押し切って農家になることを決意する。
農作業に励んでいた尾岸だったが、街から遊びに来る同年代の若者の姿を見て、自分がその傍らで田植えや草取りをやっている事が「アホくさい」と感じ、実家の農業を継ぐ事に嫌気が指すようになる。
そんな頃、義兄から経営不振のハイヤー会社を買い取るよう勧められ、初めは躊躇していたものの、知り合いから背中を押されたこと、義兄が経営を手伝うことを理由に1966年（昭和41年）11月1日より十勝岳ハイヤーの経営者となったのち、1977年（昭和52年）4月1日より代表取締役に就任する。
1976年（昭和51年）に旭区に引っ越してから日が浅い中で議員立起に手を挙げ、上富良野町議会議員選挙に出馬し、初当選。1983年（昭和58年）8月25日より上富良野町議会議員に就任する。
尾岸曰く、当時の町議会議員は地区代表のような存在で地区の支えが無い状態での選出は難しかったため、会合などに顔を出して町内会長と親交を深めた。その甲斐あって旭区と東明区の応援を受け、上位当選出来たと言う。
1992年（平成4年）12月27日、酒匂佑一町長の死去に伴う上富良野町長選挙に出馬したが、菅野學に破れ、落選。
1996年（平成8年）12月8日、任期満了に伴う上富良野町長選挙に出馬し、現職の菅野學を破り、初当選。その後、3期12年に渡って上富良野町長を務める。
2008年（平成20年）12月26日、上富良野町長を退任する。
2010年（平成22年）、旭日双光章受章。同年12月15日、歴代9人目の名誉町民称号が上富良野町議会で議決される。
2018年（平成30年）2月14日、肺炎のため死去。叙正六位。

## 政策

### 組織改革
尾岸が町長に就任した当時の上富良野町役場の組織体制は係制を導入しており、尾岸曰く、係が多い上に各係の仕事の分担範囲が狭いために繁忙期と閑散期の差が激しく、他の係が忙しい場合でも命令された仕事以外を行うことは越権行為に該当し、否が応でも手伝うことが出来ない、効率の悪い組織体制であった。
これを問題視した尾岸は、組織改革として課を減らして係制を廃止し、仕事の分担範囲を大きくした班制を導入した。また、職員の課内の配置権限を各課長の権限とした。

### ゴミの有料化
2002年（平成14年）10月1日から実施。尾岸は『当初は住民などからの反発が強かったが、ゴミの量が減って埋立地の限界量までの寿命延長に大きな効果があった』と語った。